# Peromyscus
Peromyscus es un género de roedores de la familia Cricetidae. Se distribuyen por América del Norte y América Central.
Las especies más comunes en los Estados Unidos son P. maniculatus y P. leucopus. Peromyscus es el género más abundante de mamíferos en el oeste de Estados Unidos. Causa preocupación por ser vector de los Hantavirus.
También existe alguna evidencia de que pueda trasmitir la enfermedad de Lyme.
Se los usa como animales de laboratorio porque son fáciles de mantener y criar, aunque no tan fáciles como el ratón común o ratón de laboratorio. Se los usa entre otras cosas para estudios de genética de poblaciones, cromosomas, genética en general, conservación, envejecimiento y ecología.

## Especies
- Peromyscus attwateri (J. A. Allen, 1895)
- Peromyscus aztecus (Saussure, 1860)
- Peromyscus beatae (Thomas, 1903)
- Peromyscus boylii (Baird, 1855)
- Peromyscus bullatus (Osgood, 1904)
- Peromyscus californicus (Gambel, 1848)
- Peromyscus caniceps (Burt, 1932)
- Peromyscus carletoni Bradley, et al., 2014
- Peromyscus crinitus (Merriam, 1891)
- Peromyscus dickeyi (Burt, 1932)
- Peromyscus difficilis (J. A. Allen, 1891)
- Peromyscus eremicus (Baird, 1858)
- Peromyscus eva (Thomas, 1898)
- Peromyscus fraterculus (Miller, 1892)
- Peromyscus furvus (J. A. Allen & Chapman, 1897)
- Peromyscus gossypinus (Le Conte, 1853)
- Peromyscus grandis (Goodwin, 1932)
- Peromyscus gratus (Merriam, 1898)
- Peromyscus guardia (Townsend, 1912)
- Peromyscus guatemalensis (Merriam, 1898)
- Peromyscus gymnotis (Thomas, 1894)
- Peromyscus hooperi (Lee & Schmidly, 1977)
- Peromyscus hylocetes (Merriam, 1898)
- Peromyscus interparietalis (Burt, 1932)
- Peromyscus keeni (Rhoads, 1894)
- Peromyscus leucopus (Rafinesque, 1818)
- Peromyscus levipes (Merriam, 1898)
- Peromyscus madrensis (Merriam, 1898)
- Peromyscus maniculatus (Wagner, 1845)
- Peromyscus mayensis (Carleton & Huckaby, 1975)
- Peromyscus megalops (Merriam, 1898)
- Peromyscus mekisturus (Merriam, 1898)
- Peromyscus melanocarpus (Osgood, 1904)
- Peromyscus melanophrys (Coues, 1874)
- Peromyscus melanotis (J. A. Allen & Chapman, 1897)
- Peromyscus melanurus (Osgood, 1909)
- Peromyscus merriami (Mearns, 1896)
- Peromyscus mexicanus (Saussure, 1860)
- Peromyscus nasutus (J. A. Allen, 1891)
- Peromyscus ochraventer (Baker, 1951)
- Peromyscus pectoralis (Osgood, 1904)
- †Peromyscus pembertoni (Burt, 1932)
- Peromyscus perfulvus (Osgood, 1945)
- Peromyscus polionotus (Wagner, 1843)
- Peromyscus polius (Osgood, 1904)
- Peromyscus pseudocrinitus (Burt, 1932)
- Peromyscus sagax (Elliot, 1903)
- Peromyscus schmidlyi (Bradley, et al., 2004)
- Peromyscus sejugis (Burt, 1932)
- Peromyscus simulus (Osgood, 1904)
- Peromyscus slevini (Mailliard, 1924)
- Peromyscus spicilegus (J. A. Allen, 1897)
- Peromyscus stephani (Townsend, 1912)
- Peromyscus stirtoni (Dickey, 1928)
- Peromyscus truei (Shufeldt, 1885)
- Peromyscus winkelmanni (Carleton, 1977)
- Peromyscus yucatanicus (J. A. Allen & Chapman, 1897)
- Peromyscus zarhynchus (Merriam, 1898)